# Adrián García Arias
Adrián Israel García Arias (Città del Messico, 6 dicembre 1975) è un ex calciatore messicano, di ruolo difensore.

## Palmarès

### Club

#### Competizioni nazionali
- Campionato messicano: 4

Toluca: Verano 1998, Verano 1999, Verano 2000, Apertura 2002